# Einsetebreen
Der Einsetebreen (norwegisch für Alleinstehender-Gletscher) ist ein Gletscher an der Prinzessin-Ragnhild-Küste des ostantarktischen Königin-Maud-Lands. Er mündet in nördlicher Fließrichtung in das Muninisen.
Wissenschaftler des Norwegischen Polarinstituts benannten ihn 2016 nach dem Nunatak Einseten im Gebirge Sør Rondane.